# یو کیجیما
یو کیجیما (انگلیسی: Yu Kijima؛ زادهٔ ۱۸ مهٔ ۱۹۸۶) بازیکن فوتبال اهل ژاپن است.
از باشگاه‌هایی که در آن بازی کرده‌است می‌توان به باشگاه فوتبال شیمیزو اس-پالس اشاره کرد.